# Johnson Over Jordan
Johnson Over Jordan és una obra de teatre de JB Priestley que se centra en Robert Johnson, un home de negocis que ha mort recentment. Johnson, que es troba als llimbs, observa la seva vida mentre intenta arribar a la Posada a la Fi del Món. En el camí, es troba amb les oficines centrals de la Universal Assurance i Global Loan and Finance Corporation i el nightclub Jungle Hot Spot.
Johnson Over Jordan es va produir originalment el 1939 amb Ralph Richardson com Robert Johnson. Anava acompanyada d'una partitura original de Benjamin Britten. Aquesta idea es va reprendre en una producció de 2001 al West Yorkshire Playhouse amb Patrick Stewart en el paper principal.